# Lista de membros da Royal Society eleitos em 1695
Esta é uma lista de Membros da Royal Society eleitos em 1695.

## Fellows
- Bernard Connor (1666 -1698)
- Samuel Doody (1656 -1706)
- Charles Montagu (1661 -1715)
- James Petiver (1663 -1718)
- Domenico Bottoni (1641 -1721)
- Moise Pujolas (m. 1729)
- Tommaso Del Bene (1652 -1739)
- Richard Bentley (1662 -1742)